# Кольбун (город)
Кольбун (исп. Colbún) — посёлок в Чили. Административный центр одноимённой коммуны. Население — 3679 человек (2002). Посёлок и коммуна входит в состав провинции Линарес и области Мауле.
Территория — 2899,9 км². Численность населения — 20 765 жителя (2017). Плотность населения — 7,16 чел./км².

## Расположение
Посёлок расположен в 38 км на юго-восток от административного центра области города Талька и в 22 км на северо-восток от административного центра провинции города Линарес.
Коммуна граничит:
- на северо-востоке — c коммуной Сан-Клементе
- на юго-востоке — c провинцией Неукен (Аргентина)
- на юго-западе — c коммуной Сан-Фабиан
- на западе — c коммунами Линарес, Лонгави
- на северо-западе — c коммуной Йербас-Буэнас

## Демография
Согласно сведениям, собранным в ходе переписи 2017 г  Национальным институтом статистики (INE),  население коммуны составляет:
| Полное население                          | Полное население                          | Полное население                          | Полное население                          | Полное население                          | 20 765 |
| ----------------------------------------- | ----------------------------------------- | ----------------------------------------- | ----------------------------------------- | ----------------------------------------- | ------ |
| в том числе:                              | Городское население                       | 9 052                                     | Процент городского населения, %           | 43,59                                     |        |
|                                           | Сельское население                        | 11 713                                    | Процент сельского населения, %            | 56,41                                     |        |
|                                           | Мужское население                         | 10 205                                    | Процент мужского населения, %             | 49,15                                     |        |
|                                           | Женское население                         | 10 560                                    | Процент женского населения, %             | 50,85                                     |        |
| Плотность населения, чел/км²              | Плотность населения, чел/км²              | Плотность населения, чел/км²              | Плотность населения, чел/км²              | Плотность населения, чел/км²              | 7,16   |
| Население коммуны в % к населению области | Население коммуны в % к населению области | Население коммуны в % к населению области | Население коммуны в % к населению области | Население коммуны в % к населению области | 1,99   |

### Важнейшие населенные пункты коммуны
- Кольбун (посёлок) — 3679 жителей
- Панимавида(посёлок) — 1473 жителей